# Cerkiew św. Dymitra w Szczutkowie
Cerkiew pod wezwaniem św. Dymitra w Szczutkowie – dawna cerkiew greckokatolicka, wzniesiona w 1904 we wsi Szczutków.
Po 1947 użytkowana jako rzymskokatolicki kościół filialny pod wezwaniem św. Wawrzyńca Parafii Objawienia Pańskiego w Łukawcu.
Cerkiew wpisano na listę zabytków w 2008. Została włączona do podkarpackiego Szlaku Architektury Drewnianej. Reprezentuje ostatnią fazę rozwoju drewnianej architektury sakralnej.

## Historia obiektu
W 1671 została wzniesiona drewniana cerkiew pw. św. Dymitra, w której znajdowała się Ewangelia, darowana w 1659 przez miejscowego gospodarza Kaczmara.
Obecna cerkiew wzniesiona w 1904 z inicjatywy parocha Antoniego Jocewa przy wsparciu kolatora i ze składek wiernych, a poświęcił ją dziekan lubaczowski Michał Kokurewicz 7 listopada 1905. Stoi dokładnie tam gdzie jej dwie poprzedniczki. Pierwsza cerkiew w Szczutkowie istniała już w XVI wieku kiedy powstała parafia ruska, następną wybudowano w 1671 i została rozebrana. W czerwcu 1915 cerkiew została uszkodzona w trakcie działań wojennych. Wyremontowana w 1947 i w latach 1990–1991; wówczas założono nowe ramy okienne, wymieniono szalunek, rynny oraz zbudowano ganek.

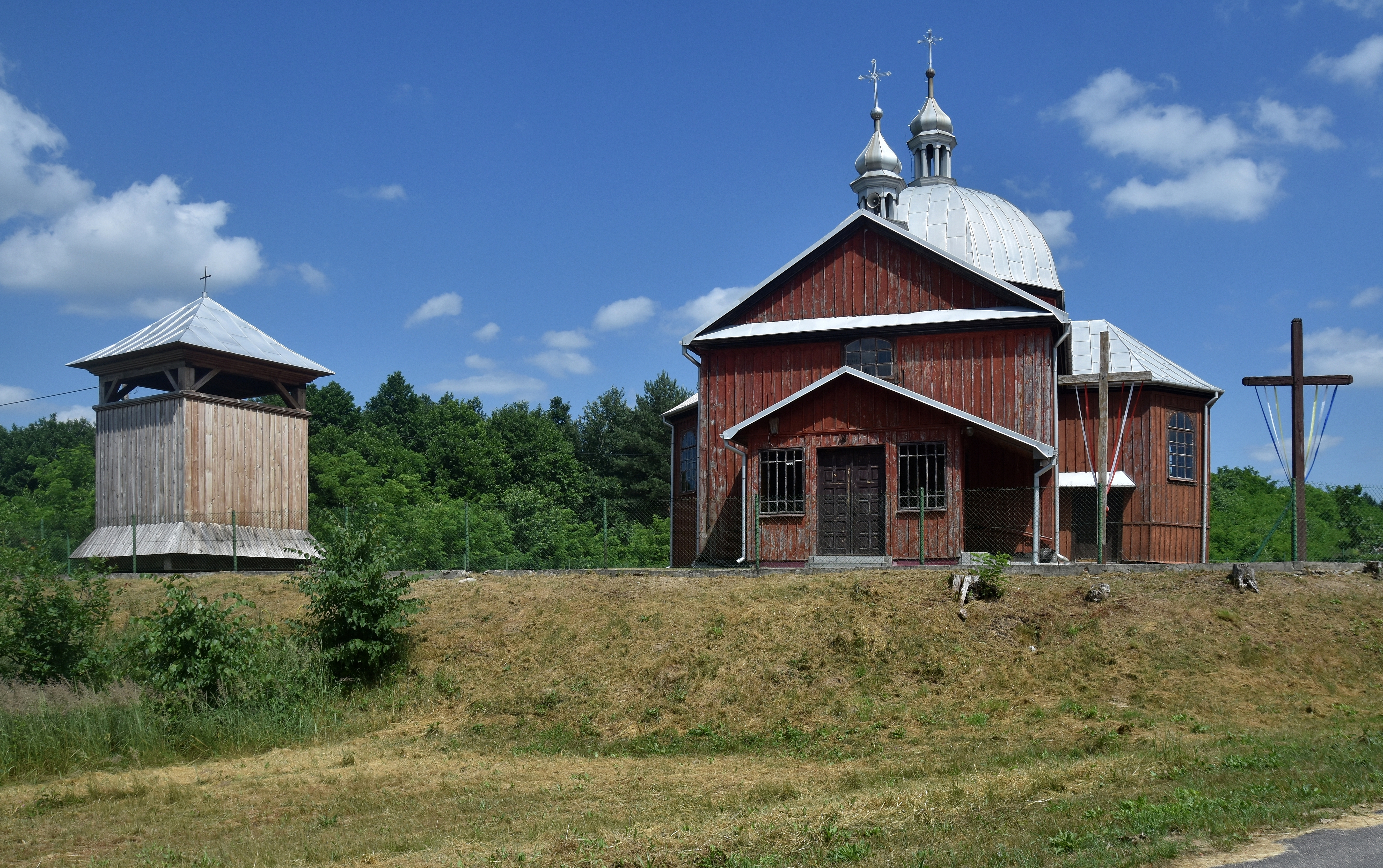
Elewacja frontowa
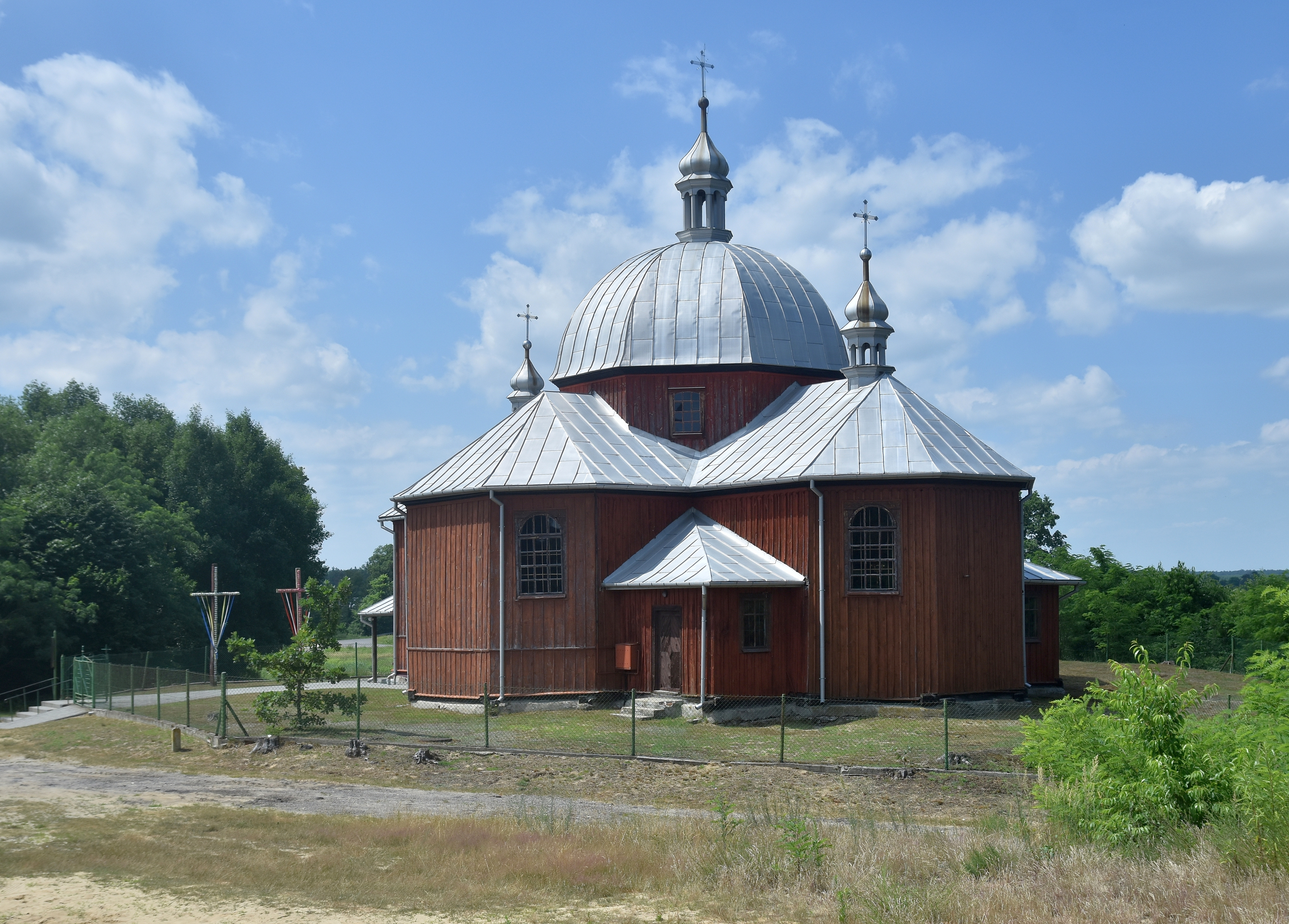
Widok od prezbiterium
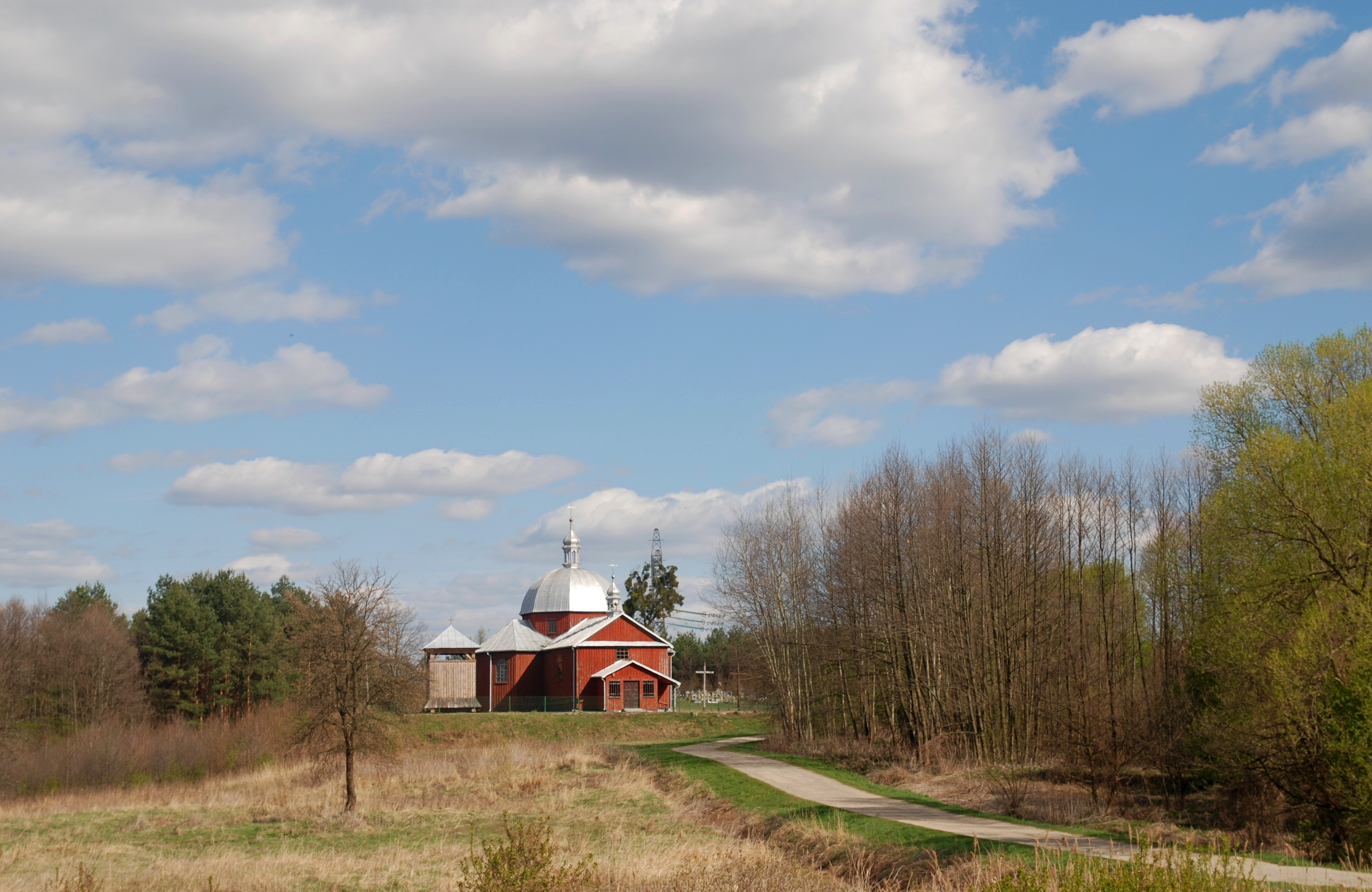
Widok ogólny

## Architektura i wyposażenie
Cerkiew w Szczutkowie posiada duże rozmiary i monumentalną sylwetkę wyraźnie nawiązującą do budowli murowanych. Wykonana z drewna konstrukcji zrębowej, na otynkowanej podmurówce, na planie krzyża łacińskiego, u układzie treflowym, orientowana, z zachowaniem trójdzielności. Zręby trzech głównych pomieszczeń na jednakowym poziomie: kwadratowa nawa przedłużona o obszerne prostokątne ramiona; mniejsze prezbiterium zamknięte trójbocznie z dwoma bocznymi prostokątnymi zakrystiami i babiniec na przedłużeniu nawy z zabudowanym gankiem wspartym na czterech fazowanych słupach. Nad nawą smukła ośmioboczna kopuła, dachy kalenicowe nad prezbiterium i babińcem wszystkie zakończone wieżyczkami z pozornymi latarniami.
Wnętrze nawy zamknięte kopułą zrębową na wysokim tamburze, w babińcu pozorne sklepienie kolebkowe i chór muzyczny wsparty na dwóch słupkach, Na sklepieniu w sanktuarium polichromia w formie gwiaździstego nieba. Z wyposażenia zachowały się ołtarz główny, dwa boczne i ambona z XVII i XIX wieku. 
W cerkwi znajduje się obraz św. Wawrzyńca, obecnego patrona świątyni, z przełomu XVII i XVIII wieku, przywieziony tu w 1951 w czasie regulacji granicy pomiędzy Polską i ZSRR, z kościoła św. Marka (oo. pijarów) w Warężu (obecnie Ukraina).  

## Otoczenie świątyni
Obok świątyni usytuowana jest drewniana dzwonnica konstrukcji słupowej, zbudowana na planie kwadratu i zwieźczona blaszanym dachem namiotowym. Powstała przed 1825, remontowana w 1895, 1903 oraz w 2010. Niedaleko cmentarz z zachowanymi krzyżami bruśnieńskimi.

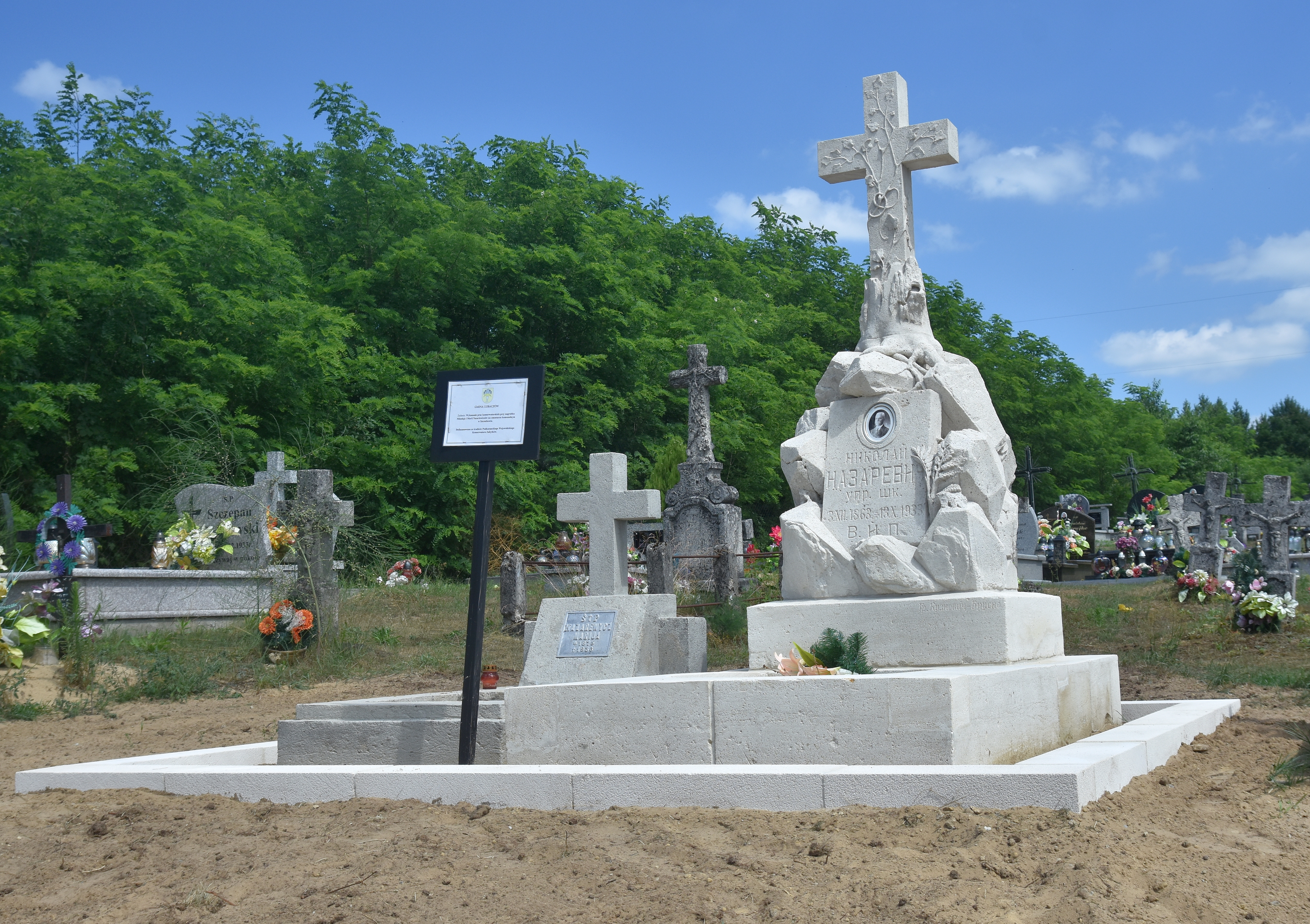
Pomnik bruśnieński na cmentarzu przycerkiewnym
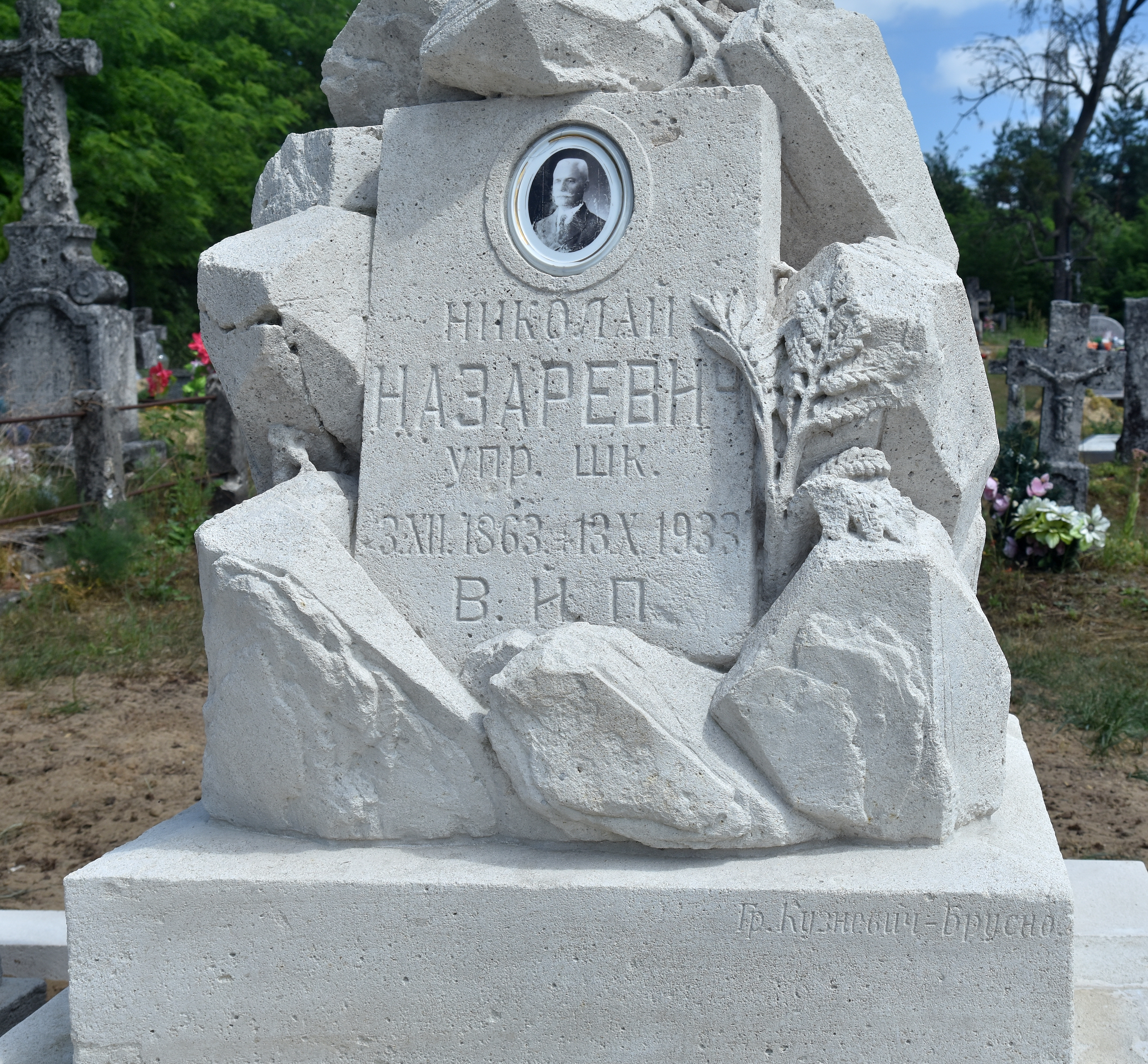
Pomnik z podpisem autora Grzegorza Kuźniewicza